# Maxwell–Boltzmannfördelning

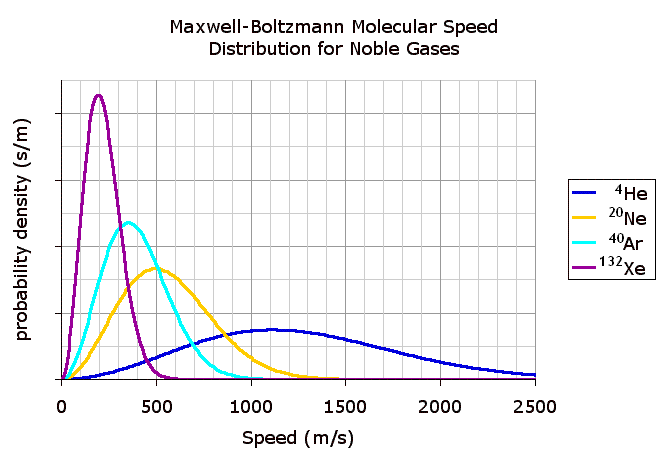
Hastighetsfördelning enligt Maxwell-Boltzmann av olika ädelgaser vid rumstemperatur.

Maxwell–Boltzmannfördelningen är en sannolikhetsfördelning med tillämpningar inom fysik och kemi. Den vanligaste tillämpningen är inom statistisk mekanik. Ett massivt fysikaliskt systems temperatur är resultatet av rörelser hos de molekyler och atomer som utgör systemet. Dessa partiklar har en rad olika hastigheter och en enskild partikels hastighet ändras fortlöpande till följd av kollisioner med andra partiklar. Fraktionen av ett stort antal partiklar inom ett visst hastighetsområde är dock nästan konstant. Maxwellfördelningen av hastigheter specificerar denna fraktion för godtyckligt hastighetsområde, som funktion av systemets temperatur. Den har fått sitt namn efter James Clerk Maxwell och Ludwig Boltzmann.
Fördelningen kan tillämpas på rörelsemängdsmomentet, energin, hastighetsvektorn eller på hastigheter av till exempel molekylerna i en ideal gas . Farten för partiklar med massa m vid en viss temperatur T beskrivs av :
{\displaystyle f(v)=\left({\frac {m}{2\pi k_{B}T}}\right)^{\frac {3}{2}}4\pi \,v^{2}\exp \left(-{\frac {mv^{2}}{2k_{B}T}}\right)}
Här är kB Boltzmanns konstant. Formeln beskriver hastighetsfördelningen i ett system, där den huvudsakliga växelverkan mellan olika partiklar sker genom  elastiska stötar. Den exponentiella termen är Boltzmannfaktorn for sannolikheten att hitta en partikel med kinetisk energi E = ½mv ². Faktorn v ² före den exponentiella faktorn beror på antalet tillstånd i ett skal i energirymden med hastigheter kring v (ytan av en sfär gånger dess tjocklek är 4πv ²dv). Resten är fördelningens normaliseringsfaktor. Energin E  har i sin tur fördelningen
:
{\displaystyle f(E)={\frac {2{\sqrt {E}}}{{\sqrt {\pi }}(k_{B}T)^{\frac {3}{2}}}}\exp \left(-{\frac {E}{k_{B}T}}\right).}